# أسفلت إكستريم
أسفلت إكستريم (بالإنجليزية: Asphalt Xtreme)‏ هي لعبة سباقات من تطوير وانتاج شركة غيم لوفت وهي جزء من سلسلة العاب تسمى أسفلت، صدرت اللعبة في 27 أكتوبر عام 2016.

## السيارات والحلبات
يوجد في اللعبة ما يزيد عن 35 سيارة مختلفة موزعة ضمن سبعة مجموعات وخمسة تصنيفات من D إلى S, حسب قوة كل سيارة ورتبها.نذكر منها:
لاند روفر فولكس واجن بي إم دبليو
| الشركة   | السيارة          | نوع    | الصنف |
| -------- | ---------------- | ------ | ----- |
| بريداتور | X-18 Intimidator | Buggy  | D     |
| ديفندر   | SUV              | D      |       |
| شيفروليه | Silverado 2500HD | بيك اب | C     |
| بولو ار  | رالي             | B      |       |
| X5       | SUV              | B      |       |
| شيفروليه | 3100 Pickup      | شاحنة  | A     |
| مان      | TGX D38          | شاحنة  | A     |
| بورشه    | 911 SC           | رالي   | S     |
| دودج     | Challenger SRT8  | عضلات  | S     |

## الاصوات
كما في سابقتها أسفلت 8 تحتوي هذه اللعبة العديد من المسارات الصوتية المميزة كاصوات السيارات عالية الدقة، إضافة إلى وجود مجموعة من الاغاني المميزة فيها، نذكر منها مثلا أغنية: "Glitter & Gold British" للمطرب Barns Courtney.

## وصلات خارجية
- أسفلت إكستريم على موقع Google Play (الإنجليزية)
- الموقع الرسمي